# Costruzione sociale della tecnologia
La costruzione sociale della tecnologia (nota anche come SCOT, acronimo di Social Construction Of Technology) è un approccio costruttivista, teorico ed empirico, per studiare l'innovazione, la diffusione e la trasformazione delle tecnologie nel loro contesto sociale.

## Le origini
L'approccio SCOT nasce dagli sviluppi della Sociologia della conoscenza scientifica, che attraverso i lavori di Thomas Kuhn, David Bloor e Harry Collins, aveva sviluppato negli anni sessanta e settanta un modello per lo studio delle idee scientifiche.

## La nascita
Le definizioni del modello SCOT sono opera di alcuni sociologi della tecnologia e in particolare Wiebe Bijker e Trevor Pinch. Negli anni ottanta e novanta questi e altri autori hanno descritto il modello teorico e ne hanno offerto alcune applicazioni empiriche, come ad esempio al caso dell'invenzione della bicicletta e della bachelite.

## Il modello teorico
In primo luogo, lo SCOT vuole dimostrare che i manufatti tecnologici sono dotati di una "flessibilità interpretativa", ossia che essi possano essere pensati e costruiti in differenti modi, con differenti caratteristiche e che, insomma, la loro evoluzione non rappresenti qualcosa di scontato.
In secondo luogo, l'approccio SCOT mira a comprendere i meccanismi alla base del processo di "chiusura interpretativa" dei manufatti tecnologici. Ad un certo punto dell'evoluzione di una tecnologia, la sua forma, dotata fino ad allora di una varietà di interpretazione, viene definita in modo stabile.
Infine, l'obiettivo centrale è rappresentato dal riuscire a collegare questo processo di definizione di una tecnologia con il più generale contesto sociale.

## Il quadro tecnologico
Uno dei concetti più importanti dell'approccio SCOT per collegare l'innovazione tecnologica al contesto sociale è quello di frame tecnologico o quadro tecnologico. Esso rappresenta il quadro cognitivo e sociale all'interno del quale un certo manufatto è pensato e realizzato. A tal proposito, l'esempio più noto tra le ricerche di Wiebe Bijker è quello dell'invenzione della bicicletta moderna alla fine del XIX secolo. Tale innovazione coinvolse innanzitutto lo slittamento da un frame tecnologico che concepiva la bicicletta come uno strumento di ardimento e di espressione della mascolinità, verso un altro che vedeva la bicicletta come utile ed economico mezzo di trasporto. Sebbene le innovazioni tecniche necessarie per costruire il nuovo tipo di bicicletta esistessero già da alcuni anni, fu il cambiamento del quadro di riferimento tecnologico attraverso cui la bicicletta era socialmente considerata che costituì l'impulso per questa trasformazione (cfr. Bijkers, 1995, trad. it, 1998).

## Critiche all'approccio SCOT
Soprattutto nelle sue prime formulazioni e nei vari epigoni prodotti, in tale modello sono state riconosciute varie inadeguatezze. Una delle più calzanti critiche è relativa al fatto che l'approccio SCOT non prende in considerazione le tecnologie in quanto oggetti che riflettono diseguaglianze di potere. Le tecnologie, infatti, pur non essendo il prodotto consapevole di ideologie dominanti, riflettono comunque in un certo grado le priorità economiche di una società, che a loro volta rinforzano determinate relazioni di potere (cfr. MacKay e Gillespie, 1992).

## Altri approcci costruttivisti alle tecnologie
Tra gli altri approcci vicini al modello della costruzione sociale della tecnologia per fini e presupposti teorici vanno segnalati il modello dell'Actor-Network Theory di Bruno Latour e Michel Callon (1987) e l'approccio del Large Technical System di Thomas P. Hughes.